# Одюбон (Пенсільванія)
Одюбон (англ. Audubon) — переписна місцевість (CDP) в США, в окрузі Монтгомері штату Пенсільванія. Населення — 8688 осіб (2020).

## Географія
Одюбон розташований за координатами 40°7′49″ пн. ш. 75°25′41″ зх. д. / 40.13028° пн. ш. 75.42806° зх. д. (40.130340, -75.428020).  За даними Бюро перепису населення США в 2010 році переписна місцевість мала площу 11,90 км², з яких 11,87 км² — суходіл та 0,03 км² — водойми.

## Демографія
Згідно з переписом 2010 року, у переписній місцевості мешкали 8433 особи в 3315 домогосподарствах у складі 2231 родини. Густота населення становила 708 осіб/км².  Було 3588 помешкань (301/км²).
Расовий склад населення:
| - 79,5 % — білих - 13,4 % — азіатів - 5,2 % — чорних або афроамериканців |

До двох чи більше рас належало 1,2 %. Частка іспаномовних становила 2,3 % від усіх жителів.
За віковим діапазоном населення розподілялося таким чином: 24,7 % — особи молодші 18 років, 52,2 % — особи у віці 18—64 років, 23,1 % — особи у віці 65 років та старші. Медіана віку мешканця становила 42,7 року. На 100 осіб жіночої статі у переписній місцевості припадало 98,7 чоловіків;  на 100 жінок у віці від 18 років та старших — 91,4 чоловіків також старших 18 років.
Середній дохід на одне домашнє господарство  становив 115 931 долар США (медіана — 86 944), а середній дохід на одну сім'ю — 143 721 долар (медіана — 121 369). Медіана доходів становила 84 091 долар для чоловіків та 64 770 доларів для жінок. За межею бідності перебувало 5,7 % осіб, у тому числі 13,2 % дітей у віці до 18 років та 0,8 % осіб у віці 65 років та старших.
Цивільне працевлаштоване населення становило 3764 особи. Основні галузі зайнятості: науковці, спеціалісти, менеджери — 22,3 %, освіта, охорона здоров'я та соціальна допомога — 18,0 %, виробництво — 14,5 %, фінанси, страхування та нерухомість — 12,0 %.